# تاریه ایسونگست
تاریه ایسونگست (انگلیسی: Terje Isungset؛ زادهٔ ۴ مهٔ ۱۹۶۴) موسیقی‌دان اهل نروژ است.